# Ruta 44 (Bolivien)
Die Ruta 44 ist eine Nationalstraße im südamerikanischen Andenstaat Bolivien.

## Streckenführung
Die Straße hat eine Länge von 42 Kilometern und verläuft aus der Region des bolivianischen Altiplano in den Hochgebirgsrücken der Serranía de Sicasica hinein.
Die Ruta 44 verläuft von Südwesten nach Nordosten vom nordöstlichen Teil des Departamento Oruro in die Südostecke des Departamento La Paz. Die Straße beginnt bei der Stadt Caracollo an der Ruta 1 beim Abzweig der Ruta 4, die hier in Richtung auf die Metropole Cochabamba nach Südosten abzweigt. Die Ruta 44 führt in nordöstlicher Richtung in die menschenarme Bergregion der Serranía de Sicasica, überquert die Grenze zum Departamento La Paz und erreicht nach nur 42 Kilometern die Stadt Colquiri, wo sie bis auf weiteres endet.
Die Ruta 44 besteht auf ihrer gesamten Länge aus Schotter- und Erdpiste, wird jedoch gerade asphaltiert (Stand 2018).

## Geschichte
Die Straße ist mit Ley 3345 vom 10. Februar 2006 zum Bestandteil des bolivianischen Nationalstraßennetzes Red Vial Fundamental erklärt worden.

## Streckenabschnitte im Departamento Oruro

### Provinz Cercado
- km 000: Caracollo
- km 016: Santa Fe

## Streckenabschnitte im Departamento La Paz

### Provinz Inqusivi
- km 032: Grenze zum Departamento
- km 042: Colquiri